# Дети Ленинградского (фильм)
«Дети Ленинградского» (пол. Dzieci z Leningradzkiego) — документальный фильм студентки ВГИКа Ханны Полак, снятый в 2004 году. Номинант премии «Оскар» в 2005 как «Лучший короткометражный документальный фильм». Номинант премии "Эмми" .

## Сюжет
В 1997 году, обучаясь на операторском факультете ВГИКа, Ханна Полак впервые встретилась с беспризорниками, живущими на московской «Площади трёх вокзалов». C тех пор она вместе с подругой Моникой снимает квартиру вблизи Ленинградского вокзала и помогает им. Беспризорников, которые были готовы «изменить свою жизнь», Полак приглашала к себе домой, а некоторых детей ей удалось вернуть родителям. В 1997 году Полак основала организацию Активная помощь детям, которая затем вместе с американским «Обществом помощи русским детям» создала фонд «Дети Ленинградского». Помимо своей благотворительной работы, в 2000 году Полак решила снять фильм о юных жителях московских улиц, для чего пригласила своего приятеля Анджея Целински.
Российские беспризорники становятся жертвами извращенцев, страдают от множества болезней. Они умирают от передозировки наркотиков, от холода и голода; к ним лезут педофилы. Их единственная участь — постепенная деградация. Те, кто выживает, превращаются в преступников.

### Номинации
- 2005 — Премия «Оскар»
  - «Лучший короткометражный документальный фильм».

### Саундтрек
- В саундтреке использована песня группы Сектор Газа - "Эй гуляй мужик".

- Жанна Бичевская - Сон мне приснился